# Estação Skhodnenskaia
Skhodnenskaia (em russo:  Сходненская) é uma das estações da linha Tagansko-Krasnopresnenskaia (Linha 7) do Metro de Moscovo, na Rússia. Estação «Skhodnenskaia» está localizada entre as estações «Tuchinskaia» e «Planiornaia».